# Pour toi j'ai tué (téléfilm, 2012)
Pour les articles homonymes, voir Pour toi j'ai tué.

Pour toi j'ai tué  est un téléfilm français réalisé par Laurent Heynemann et diffusé pour la première fois le 4 décembre 2012 sur France 3.

## Synopsis
Appelé au chevet de la jeune Marie Fayet, le docteur Christian Tellier fait la connaissance de sa mère Isabelle, jeune trentenaire aux abords mélancoliques. La famille Fayet s'est récemment installée dans cette petite ville de province, le mari Jean-Patrick étant militaire sur la base aérienne voisine. Isabelle revoit Christian le lendemain pour lui payer ses honoraires et en profite pour lui confier qu'elle vit mal les absences professionnelles de son mari, en mission en Afghanistan. Christian Tellier la réconforte mais s'aperçoit au fil du temps qu'elle multiplie à son égard les occasions de rencontre et les appels téléphoniques à toute heure. Jean-Patrick rentré de mission, la mélancolie d'Isabelle ne semble pas devoir cesser ; elle se présente un jour rouée de coups au cabinet de Christian et lui confie qu'elle est victime de violences conjugales répétées. Entretemps, Jean-Patrick est reparti en mission en Afrique. Christian lui recommande de porter plainte, ce qu'elle fait à contrecœur; elle raconte que les gendarmes ne peuvent rien faire sans flagrant délit.
Christian a de plus en plus de mal à distinguer ses obligations de médecin vis-à-vis de sa patiente et les sentiments qui commencent à naître pour elle; son épouse Michelle s'en est aperçue et le somme de faire preuve de discernement ; il refuse sèchement d'admettre l'évidence et de guerre lasse, Michelle le quitte. Isabelle en profite pour s'installer avec Marie chez Christian mais le retour de Jean-Patrick est annoncé. Isabelle réintègre son foyer et Christian constate que les sévices conjugaux ne tardent pas à reprendre, aggravés par le fait que Jean-Patrick aurait découvert l'existence de la plainte déposée par son épouse. Christian enjoint Isabelle de demander le divorce, mais elle ne peut s'y résoudre, craignant la réaction de son mari. Dès lors, utiliser ses connaissances médicales pour éliminer physiquement et discrètement le conjoint tortionnaire devient une évidence pour Christian, qui se sent poussé par la prière muette d'Isabelle à commettre l'irréparable.
Il découvrira bien trop tard qu'il a été l'instrument d'une terrible manipulation.

## Source
Supervisé par Dominique Rizet, journaliste d'investigation auprès du magazine Faites entrer l'accusé, le scénario s'inspire très largement d'une affaire criminelle réelle connue sous le nom des "amants maudits", qui défraya la chronique dans la région d'Orléans à la fin des années 1990.
On retrouve notamment:
- les milieux socio-professionnels des protagonistes,
- l'acharnement du médecin devant ce "patient" qui ne veut pas mourir,
- le refus du mari malade de consulter un médecin militaire qui pourrait l'interdire de piloter,
- les doutes du commandant de la base aérienne et ses démarches qui permettront l'ouverture de l'enquête,
- la présence inopinée de la veuve au cimetière lors de l'exhumation du corps,
- les faux dessins de la petite fille adressés au docteur,
- les verdicts des procès.

## Fiche technique
- Scénario : Fabien Nury et Xavier Dorison
- Pays :  France
- Production : Charlotte Guénin
- Musique : Bruno Coulais
- Durée : 95 minutes

## Distribution
- Natacha Régnier : Isabelle Fayet
- Jean-Pierre Lorit : docteur Christian Tellier
- Christophe Dominici : Jean-Patrick Fayet
- Lola Lasseron : Marie Fayet
- Hubert Saint-Macary : adjudant-chef Guichard
- Claudine Coster : Catherine Fayet, la grand-mère
- Anne Loiret : Michelle Tellier
- Cyril Couton : le juge Collas
- Xavier Brière : le colonel Chastang
- Jean-Luc Minault : un gendarme
- Yann Pradal : un gendarme
- Anne Fassio : médecin légiste